# Ліщина-Мартиненко Іван Іванович
Іван Іванович Ліщина-Мартиненко (*1883, смт Білики Кобеляцького району Полтавської області — †невідомо) — український архівіст, викладач та громадський діяч.

## Життєпис
Проживав у м. Полтава, українець, дворянин, освіта вища. Був організатором полтавського архіву . Інструктор просвітницької спілки «Українська культура». Заарештований 9 червня 1920 р. Засуджений Колегією Полтавської ГубНК 19 липня 1920 р. за контрреволюційну діяльність до заслання на час громадянської війни . Був учасником Конференції з обговорення проекту харківського правопису у травні-червні 1927 року.
10 вересня 1929 року заарештований, засуджений на 10 років таборів, Біломорканал.
Реабілітований Полтавською обласною прокуратурою 21 березня 1995 р.